# أبو السعود عطية
أبو السعود عطية (30 أبريل 1932 -) هو ممثل مصرى.

## حياته ونشأته ومسيرته
ولد بالقاهرة 30 أبريل 1932، بدأ حياته جندياً لسلاح البحرية المصرية، تدرج في المناصب داخل العالية داخل البحرية، وصلا الي الإشتراك عضواً في الاتحاد الاشتراكي المصري، ولكن تحول بعد ذلك كله إلي الإذاعة المصرية، وأصبح مدير عام الهندسة الإذاعية المصرية، ثم اتجه إلي الفن وترك المناصب القيادية، وبدأ مشواره الفنى في بداية السبعينيات يؤدى أدوارا ثانوية في مسلسلات وسهرات وأفلام التليفزيون المصري، وفى نهاية السبعينيات وحتى بداية الثمانينيات عمل في بعض الأفلام السنيمائية ثم عاد للتفرغ للعمل بالتليفزيون حتى عام 2006.

## أعماله[2]
2015 - فيلم
الإمام المراغي
2006 - مسلسل
إضحك قبل الضحك مايغلا
2005 - مسلسل
الإمام محمد عبده
2005 - مسلسل
طائر الحب
2005 - مسلسل
عباد الرحمن
2005 - مسلسل
أوراق مصرية ج3
2004 - مسلسل
ملح الأرض
2004 - مسلسل
الحقيقة والسراب
2003 - مسلسل
شفيق
قمر سبتمبر
2003 - مسلسل
ابن ماجة القزويني
2001 - مسلسل
السيرة الهلالية ج3
2001 - مسلسل
من الدراويش
ملكة من الجنوب
2001 - مسلسل
اللغز
2000 - سهرة تليفزيونية
إبراهيم - البواب
أهل الدنيا
2000 - مسلسل
أوان الورد
2000 - مسلسل
الرجل الآخر
1999 - مسلسل
جلال المرشدي
ألف ليلة وليلة: ذات المال
1999 - مسلسل
امسك الخشب
1999 - مسلسل
سكة سعد
1999 - مسلسل
الحساب
1998 - مسلسل
أوراق مصرية ج1
1998 - مسلسل
رد قلبي
1998 - مسلسل
أبو بهية
نحن لا نزرع الشوك
1998 - مسلسل
فؤاد
يوميات ونيس ج5
1998 - مسلسل
سعد
السيرة الهلالية ج1
1997 - مسلسل
الشارع الجديد
1997 - مسلسل
جابر
القضاء في الإسلام ج7
1997 - مسلسل
حلم الجنوبي
1997 - مسلسل
عوضين وإمبراطورية عين
1997 - مسلسل
هارون الرشيد
1997 - مسلسل
وجاري البحث عن شحتة
1997 - مسلسل
بيت الجمالية
1996 - مسلسل
دوائر الوهم والحب
1996 - مسلسل
لن أعيش في جلباب أبي
1996 - مسلسل
ميمي
البراري والحامول
1995 - مسلسل
الزيني بركات
1995 - مسلسل
في بيتنا رجل
1995 - مسلسل
السقوط في بئر سبع
1994 - مسلسل
المدير العام
رياح الخوف
1994 - مسلسل
عمر بن عبدالعزيز
1994 - مسلسل
ليالي الحب والثأر
1994 - مسلسل
الآنسة كاف
1993 - مسلسل
الصمت
1993 - مسلسل
القضاء في الإسلام ج4
1993 - مسلسل
الوعد الحق
1993 - مسلسل
دموع صاحبة الجلالة
1993 - مسلسل
صلاح سالم
ذئاب الجبل
1993 - مسلسل
الشيخ عبدالحليم
ليالي الغضب
1993 - مسلسل
أحوال شخصية
1992 - فيلم
السرعة لا تزيد عن صفر
1992 - فيلم
السوق
1992 - مسلسل
ألف ليلة وليلة
1992 - مسلسل
بوابة الحلواني ج1
1992 - مسلسل
أحمد عبدالفتاح
جبال النار
1992 - مسلسل
حافة الهاوية
1992 - مسلسل
طلقة رصاص
1992 - سهرة تليفزيونية
علي عليوة
1992 - مسلسل
محامي
البريمو
1991 - مسلسل
اللعبة المجنونة
1991 - مسلسل
سحور على مائدة أشعب
1991 - مسلسل
مملوك في الحارة
1991 - مسلسل
أحلام العمر
1990 - مسلسل
الشيطان يستعد للرحيل
1990 - فيلم
الطقم المدهب
1990 - فيلم
اللاعبون بالنار
1990 - مسلسل
الوسية
1990 - مسلسل
مبروك
أيام الماء والملح
1990 - فيلم
دليل المرأة الذكية
1990 - فيلم
نقطة تحول
1990 - مسلسل
القضاء في الإسلام ج2
1989 - مسلسل
الكهف والوهم والحب
1989 - مسلسل
إلى أين تأخذني هذه الطفلة
1989 - فيلم
أنا وانت وبابا في المشمش
1989 - مسلسل
محقق الوزارة
أهلا يا جدو العزيز
1989 - مسلسل
فتى الأندلس
1989 - مسلسل
نقل مخ
1989 - مسلسل
الراية البيضا
1988 - مسلسل
تاجر في حلقة السمك
رأفت الهجان ج1
1988 - مسلسل
لا إله إلا الله ج4
1988 - مسلسل
مولود في الوقت الضائع
1988 - مسلسل
الباقي من الزمن ساعة
1987 - مسلسل
البشاير
1987 - مسلسل
رشدي
البيات الشتوي
1987 - فيلم
الطبري
1987 - مسلسل
القضاء في الإسلام ج1
1987 - مسلسل
فرفشة ج2
1987 - مسلسل
الأنصار
1986 - مسلسل
الجوارح
1986 - مسلسل
الخديعة
1986 - مسلسل
فرفشة ج1
1986 - مسلسل
وكانت غلطة
1986 - سهرة تليفزيونية
ابن تيمية
1985 - مسلسل
تاج الدين الفزاري
الاسطى الدكتور
1985 - سهرة تليفزيونية
الإمام محمد عبده
1985 - مسلسل
المحروسة ٨٥
1985 - مسلسل
محمد رسول الله ج5
1985 - مسلسل
مع فائق الاحترام
1985 - سهرة تليفزيونية
مدكور
أخو البنات
1984 - مسلسل
شحاتة
البركان
1984 - مسلسل
من أولاد أبو سعيد
البرنس
1984 - فيلم
صحفي
الحريف
1984 - فيلم
الكابتن حسني سليم
ألف ليلة وليلة
1984 - مسلسل
بيت القاصرات
1984 - فيلم
موظف الشؤون الاجتماعية
غابة من الأسمنت
1984 - مسلسل
من قصص القران الكريم
1984 - مسلسل
نور الدين زنكي
1984 - مسلسل
انتقام امرأة
1983 - مسلسل
إن ربك لبالمرصاد
1983 - فيلم
الجسر
1982 - مسلسل
الشاهد والمتهم
1982 - مسلسل
ليلة القبض على فاطمة
1982 - مسلسل
وتوالت الأحداث عاصفة
1982 - مسلسل
شبانة
ياسين وبهية
1982 - مسلسل
الإنسان يعيش مرة واحدة
1981 - فيلم
لاعب قمار
البريء
1981 - مسلسل
الشك
1981 - مسلسل
درويش
العرافة
1981 - فيلم
عسكري المستشفى
الفتوحات الإسلامية
1981 - مسلسل
سباق الثعالب
1981 - مسلسل
عم حمزة
1981 - مسلسل
ومشيت طريق الأخطار
1981 - مسلسل
احنا بتوع الأتوبيس
1979 - فيلم
كمساري الأوتوبيس
إلاّ الدمعة الحزينة
1979 - مسلسل
غريب
الأيام
1979 - مسلسل
حياتي عذاب
1979 - فيلم
زيارة ودية
1979 - مسلسل
كيمو
1979 - مسلسل
أبناء في العاصفة
1978 - مسلسل
أريد حباً وحناناً
1978 - فيلم
أفواه وأرانب
1978 - مسلسل
الأصابع الرهيبة
1978 - مسلسل
الأقمر
1978 - فيلم
من رجال الدَّنَف
جحا وبنات شهبندر التجار
1978 - مسلسل
رجل اسمه عباس
1978 - فيلم
رحلة هادئة
1978 - مسلسل
الولد الغبي
1977 - فيلم
امرأة من زجاج
1977 - فيلم
عودة الروح
1977 - مسلسل
على باب زويلة
1976 - مسلسل
ابو الفضل
المطلقات
1975 - فيلم
ملك اليانصيب
1972 - مسلسل
ثم تشرق الشمس
1971 - فيلم
صبحي
متاعب المهنة
1970 - مسلسل
ابن الجبل
0 - مسلسل
الأشقاء الثلاثة
0 - مسلسل
البركان الهادئ
0 - مسلسل
عليش
العدل والتفاحة
0 - مسلسل
اوعى تتجوز
0 - سهرة تليفزيونية
حكم الزمن
0 - مسلسل
خاتم السعد
0 - مسلسل
رفع الستار
0 - مسلسل
عزيزة
0 - سهرة تليفزيونية
من الحياة
0 - برنامج
نادي الاصدقاء
0 - مسلسل
وكيل النائب العام